# Bill Molno
Bill Molno, né en 1923 et mort en 1997, était un dessinateur américain de comics.

## Biographie
Bill Molno naît en 1923. Après avoir travaillé au début des années 1950 pour de nombreux petits éditeurs comme Toby Press, il est engagé par Charlton Comics où il travaille jusqu'en 1977 sur des comics de différents genres comme Hot Rods and Racing Cars, une série consacrée au sport automobile et qui est celle qui chez Charlton a connu le plus grand nombre d'épisodes, ou des séries de guerre (Fightin' Army, Fightin' Five, etc.) ou des westerns. Après 1977, il se retire près de New Haven dans l'état du Connecticut où il se consacre à la peinture. Il meurt en 1997.